# David Mulica
David Patterson Mulica (* 17. März 1949 in Santa Monica) ist ein ehemaliger US-amerikanischer Radrennfahrer und nationaler Meister im Radsport.

## Sportliche Laufbahn
Mulica war im Bahnradsport aktiv. Er war Teilnehmer der Olympischen Sommerspiele 1972 in München. In der Mannschaftsverfolgung schied der Bahnvierer der USA mit David Chauner, John Vande Velde, David Mulica und Jim Ochowicz in der Qualifikation aus.
Bei den Panamerikanischen Spielen 1971 holte er die Bronzemedaille in der Mannschaftsverfolgung.